# Exoneura obscuripes
Exoneura obscuripes är en biart som beskrevs av Michener 1963. Exoneura obscuripes ingår i släktet Exoneura och familjen långtungebin. Inga underarter finns listade i Catalogue of Life.